# Новаке
Новаке или Новаки (на македонска литературна норма: Новаќе; на албански: Novaqi, Новаки) е село в Северна Македония, в Община Боговине.

## География
Селото е разположено в областта Горни Полог.

## История
На 200 метра южно от селото са разположени остатъците от средновековната църква „Свети Никола“.
В края на XIX век Новаке е смесено българо-албанско село в Тетовска каза на Османската империя. Според статистиката на Васил Кънчов („Македония. Етнография и статистика“) от 1900 година Новаки е село, населявано от 40 българи християни и 135 арнаути мохамедани.
Всички християнски жители на Новаке са под върховенството на Българската екзархия. Според секретаря на екзархията Димитър Мишев („La Macédoine et sa Population Chrétienne“) в 1905 година в Новаке има 32 българи екзархисти.
Според Афанасий Селишчев в 1929 година Новаке е село в Долнопалчишка община в Долноположкия срез и има 22 къщи със 117 жители българи и албанци.
Според преброяването от 2002 година селото има 304 жители албанци.